# Haliotis midae
Haliotis midae (em inglês Midas abalone, South African abalone ou perlemoen) é uma espécie de molusco gastrópode marinho pertencente à família Haliotidae. Foi classificada por Linnaeus, em 1758. É endêmica do sul da África do Sul.
É uma das cinco espécies do gênero Haliotis quase totalmente endêmicas da costa da África do Sul: Haliotis alfredensis, H. midae, H. parva, H. queketti e H. spadicea.

## Descrição da concha
Concha ovalado-circular de pouco mais de 15 até quase 25 centímetros, com grosseiras e espessas lamelas radiais, difusas, em sua superfície, dando-lhe um aspecto de drapeado. A coloração vai de um creme claro, quase branco, passando pelo salmão ao vermelho amarronzado. Os furos abertos em sua superfície, cerca de 9, são pequenos, circulares e apenas ligeiramente elevados. Região interna da concha madreperolada, iridescente, com tons predominantes de verde escuro, cor-de-rosa e azul; apresentando o relevo da face externa visível. Ela pode estar recoberta por outros animais marinhos, quando em vida.

## Distribuição geográfica
Haliotis midae ocorre desde as águas rasas da zona entremarés até a zona nerítica, em áreas rochosas do litoral sul da África do Sul. É o maior abalone deste país.

## Pesca, consumo e conservação
Esta espécie é comercialmente pescada. Fora da Ásia, a África do Sul é o maior exportador de abalone de criação, quase todo ele destinado ao mercado chinês; apelidado de "ouro branco" por causa de sua carne perolada. Isto coloca a população selvagem de Haliotis midae em perigo. Caçadores furtivos vasculham as rochas ao longo da costa da África do Sul para atender à demanda insaciável da Ásia. Este país é o terceiro maior fornecedor de abalones cultivados no mundo, perdendo apenas para a China e para a Coreia do Sul, de acordo com um relatório do Centro de Excelência em Gestão de Recursos Naturais (CENRM) da Universidade da Austrália Ocidental. A crescente pressão de pesca sobre este abalone sul-africano levou, no início do século XXI, à proibição de sua colheita, sua colocação na CITES e sua listagem em uma lei de gestão ambiental; porém foram removidos os impedimentos de sua coleta por causa da pressão da indústria de pesca. Algumas avaliações feitas pelos pesquisadores mostram que as populações estudadas estão a diminuir.

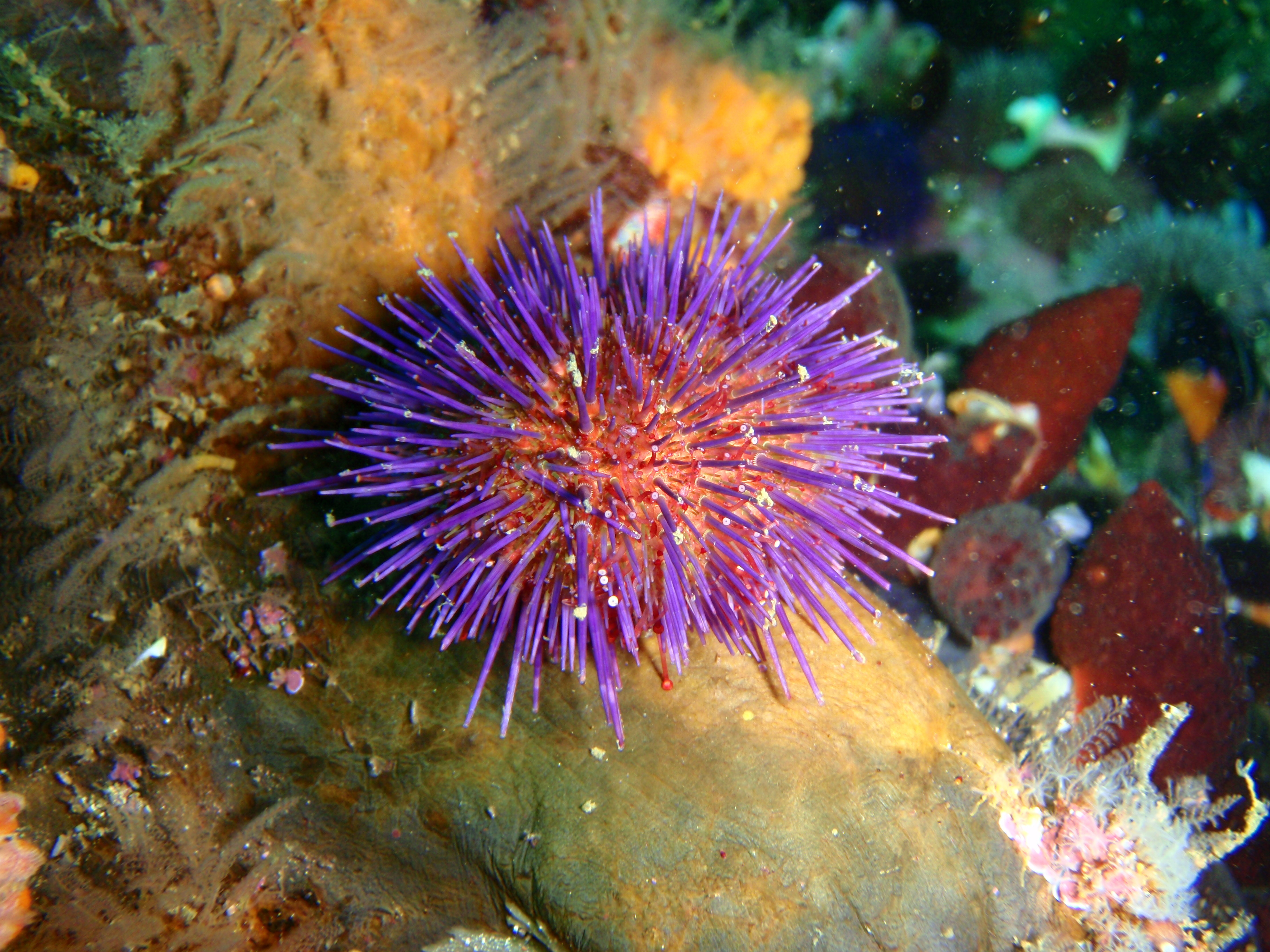
Em seu habitat, o abalone da espécie H. midae geralmente é encontrado em águas costeiras rasas e parece preferir ambientes rochosos (Van der Merwe 2009). Os juvenis associam-se com ouriços-do-mar da espécie Parechinus angulosus (foto) e dependem de sua proteção (Slabbert 2010)..